# Goyenia
Goyenia is een geslacht van spinnen uit de  familie van de Desidae.

## Soorten
- Goyenia electa Forster, 1970
- Goyenia fresa Forster, 1970
- Goyenia gratiosa Forster, 1970
- Goyenia lucrosa Forster, 1970
- Goyenia marplesi Forster, 1970
- Goyenia multidentata Forster, 1970
- Goyenia ornata Forster, 1970
- Goyenia sana Forster, 1970
- Goyenia scitula Forster, 1970
- Goyenia sylvatica Forster, 1970